# Bebek István (országbíró)
Pelsőci Bebek István (? – 1369. június/december) hevesi és liptói ispán, országbíró, Bebek Domokosnak, a pelsőci ág alapítójának fia.

## Élete
Bebek György királynéi tárnokmester, Bebek Domokos püspök és Bebek Miklós kalocsai érsek a testvérei. Ő 1346–1350-ben hevesi ispán és siroki várnagy, 1347–1349-ig makovicai várnagy, 1350–1360-ban liptói ispán.
1350-ben részt vett Lajos király nápolyi hadjárataiban, 1357-ben zászlótartó lett. 1359–1360-ban királynéi tárnokmester, 1360-tól haláláig országbíró volt. 1362-ben részt vett I. Lajos király és IV. Károly császár közötti tárgyalásoknak.
1352-ben a Csetnekiekkel közösen megszerezte a krasznahorkai várbirtokot, amelyet 1354-től egyedül birtokolt.

## Családja
Gyermekei:
- Bebek Ferenc (†1405/1406) macsói bán[1]
- Bebek László (†1403/1404) ispán[1]